# Saski Baskonia 2015-2016
Questa voce raccoglie le informazioni riguardanti il Saski Baskonia nelle competizioni ufficiali della stagione 2015-2016.

## Stagione
La stagione 2015-2016 del Saski Baskonia è la 43ª nel massimo campionato spagnolo di pallacanestro, la Liga ACB.

## Roster
Aggiornato al 14 luglio 2018.
| Laboral Kutxa Vitoria Gasteiz 2015-16 | Laboral Kutxa Vitoria Gasteiz 2015-16 |
| Giocatori                             | Staff tecnico                         |
| ------------------------------------- | ------------------------------------- |

| N. | Naz.                                        | Ruolo | Nome               | Anno | Alt.   | Peso   |  |
| -- | ------------------------------------------- | ----- | ------------------ | ---- | ------ | ------ |  |
| 1  | Stati Uniti (bandiera) · Tunisia (bandiera) | G     | Michael Roll       | 1987 | 198 cm | 92 kg  |  |
| 3  | Stati Uniti (bandiera)                      | P     | Mike James         | 1990 | 185 cm | 88 kg  |  |
| 4  | Senegal (bandiera) · Spagna (bandiera)      | AG    | Mamadou Diop       | 1993 | 204 cm | 95 kg  |  |
| 5  | Francia (bandiera)                          | G     | Fabien Causeur (C) | 1987 | 195 cm | 90 kg  |  |
| 6  | Croazia (bandiera)                          | C     | Darko Planinić     | 1990 | 211 cm | 113 kg |  |
| 7  | Georgia (bandiera) · Spagna (bandiera)      | AG    | Tornik'e Shengelia | 1991 | 206 cm | 109 kg |  |
| 8  | Ungheria (bandiera)                         | AP    | Ádám Hanga         | 1989 | 200 cm | 93 kg  |  |
| 9  | Grecia (bandiera)                           | C     | Iōannīs Mpourousīs | 1983 | 215 cm | 122 kg |  |
| 11 | Slovenia (bandiera)                         | GA    | Jaka Blažič        | 1990 | 196 cm | 96 kg  |  |
| 12 | Senegal (bandiera) · Spagna (bandiera)      | C     | Ilimane Diop       | 1995 | 211 cm | 104 kg |  |
| 14 | Francia (bandiera)                          | AG    | Kim Tillie         | 1988 | 210 cm | 104 kg |  |
| 15 | Estonia (bandiera)                          | AP    | Kristjan Kangur    | 1982 | 201 cm | 95 kg  |  |
| 20 | Stati Uniti (bandiera)                      | P     | Darius Adams       | 1989 | 186 cm | 79 kg  |  |
| 33 | Spagna (bandiera)                           | AP    | Alberto Corbacho   | 1984 | 200 cm | 97 kg  |  |
| 42 | Lettonia (bandiera)                         | A     | Dāvis Bertāns      | 1992 | 205 cm | 102 kg |  |

| Allenatore                                                                             |
| - Velimir Perasović                                                                    |
| Assistente/i                                                                           |
| - David Gil - Agustí Julbe Legenda - (C) Capitano - (IN) Inattivo - Infortunato Roster |

## Mercato

### Sessione estiva
| Acquisti | Acquisti           | Acquisti          | Acquisti      | Acquisti |
| R.a      | Nome               | da                | Modalità      |          |
| -------- | ------------------ | ----------------- | ------------- | -------- |
| C        | Darko Planinić     | Budućnost         | definitivo    |          |
| AP       | Kristjan Kangur    | Pall. Varese      | definitivo    |          |
| C        | Iōannīs Mpourousīs | Real Madrid       | definitivo    |          |
| GA       | Jaka Blažič        | Stella Rossa      | definitivo    |          |
| AP       | Alberto Corbacho   | Obradoiro         | definitivo    |          |
| C        | O.D. Anosike       | Scandone Avellino | definitivo    |          |
| G        | Artūrs Kurucs      | VEF Rīga          | definitivo    |          |
| AC       | Daniel Bordignon   | Navarra           | fine prestito |          |
| PG       | Devon van Oostrum  | Peñas Huesca      | fine prestito |          |

| Cessioni | Cessioni              | Cessioni          | Cessioni         | Cessioni |
| R.       | Nome                  | a                 | Modalità         |          |
| -------- | --------------------- | ----------------- | ---------------- | -------- |
| G        | Ben Hansbrough        | Free agent        | fine contratto   |          |
| C        | Colton Iverson        | Karşıyaka         | fine contratto   |          |
| C        | Mirza Begić           | N.O. Pelicans     | fine contratto   |          |
| AP       | Fernando San Emeterio | Valencia          | fine contratto   |          |
| A        | Carlos Martínez       | Araberri          | fine contratto   |          |
| AP       | Scotty Hopson         | Foshan Long-Lions | fine contratto   |          |
| C        | O.D. Anosike          | AEK Atene         | rescissione      |          |
| AP       | Tadas Sedekerskis     | Peñas Huesca      | prestito         |          |
| AG       | Rinalds Mālmanis      | Araberri          | rinnovo prestito |          |
| AC       | Daniel Bordignon      | Peñas Huesca      | prestito         |          |
| PG       | Devon van Oostrum     | Arkadikos         | prestito         |          |

### Dopo l'inizio della stagione
| Acquisti | Acquisti     | Acquisti        | Acquisti       | Acquisti   |
| R.       | Nome         | da              | Data           | Modalità   |
| -------- | ------------ | --------------- | -------------- | ---------- |
| G        | Michael Roll | T. Büyükçekmece | 24 maggio 2016 | definitivo |

| Cessioni | Cessioni        | Cessioni   | Cessioni         | Cessioni    |
| R.       | Nome            | a          | Data             | Modalità    |
| -------- | --------------- | ---------- | ---------------- | ----------- |
| AP       | Kristjan Kangur | Free agent | 22 novembre 2015 | rescissione |